# Нижегородский теплоход
Публичное акционерное общество «Завод Нижегородский Теплоход» (ПАО ЗНТ) — судостроительное предприятие, расположенное на Бору Нижегородской области России. Основано в 1911 году. Специализируется на строительстве судов технического и вспомогательного флота, портовой техники и производстве изделий судового машиностроения.

## История
В 1911 году нижегородский промышленник Дмитрий Васильевич Сироткин основал на левом берегу Волги, напротив Нижнего Новгорода, судостроительный завод. Было предпринято несколько попыток найти подходящее место. Сначала – устье реки Везломы, которое не подошло из-за сильного разлива вод во время половодья. Далее выбор пал на так называемые Моховые горы, но здесь слишком затратным оказался спуск судов с гор.
Только с третьей попытки были выбраны те самые песчаные дюны, на которых завод стоит сейчас. Рядом находилось Мордово озеро, которое предполагалось соединить с Волгой искусственным каналом.
Название новому предприятию было дано не случайно: начало XX века стало периодом своеобразной революции в судостроении, когда на смену пароходам начали приходить работающие на жидком топливе теплоходы. «Завод Нижегородский Теплоход» одним из первых в Российской империи приступил к выпуску новой продукции – теплоходов.
Д. В. Сироткин договорился со Старожиловским крестьянским обществом об аренде земли на песчаных дюнах рядом с Мордовым озером.
Строительство завода велось быстрыми темпами. В 1911 году соорудили стапеля, фундаменты под кирпичные здания электростанции, чугунолитейного и механического цехов. Летом 1911 года было заложено первое судно – баркас «Кашевар». К концу следующего года предприятие как комплексная единица было полностью готово к производству работ по судостроению и машиностроению.
В 1913 году Д. В. Сироткин образует акционерное общество «Машиностроительный завод «Нижегородский теплоход», учредителями которого, кроме Д. В. Сироткина стали его брат В. В. Сироткин, местные купцы и промышленники М. П. Лапшин, Н. А. Смирнов, С. М. Бузин, зажиточный крестьянин П. А. Рукин и инженер-технолог А. Ф. Малышев, ставший техническим руководителем.
За более чем 100 лет истории ЗНТ освоил самые разные направления в производстве речной и морской техники. В перечне выпущенной продукции - нефтеналивные баржи и буксиры, минные заградители и тральщики, плавучие краны,  дноуглубительные суда, понтоны, паромы,  шлюзовые ворота, наплавные мосты, патрульные  и прогулочные катера, рейдовые водолазные катера, сухогрузы.
По замыслу акционеров, назначением завода было строительство специализированного флота для перевозки нефтепродуктов: нефтеналивных барж для Каспия, Волги, Мариинской системы (ныне – Волго-Балтийский водный путь), теплоходных буксиров для них и самоходных нефтеналивных судов – речных танкеров. Ориентировались хозяева и на судостроение: думали изготовлять многое сами, вплоть до получения своего стального литья. Планировали и изготовление своего судового двигателя. Для этих целей здесь же создавалось конструкторское бюро.

## Первая мировая война
10 августа 1914 года началась Первая мировая война. У завода появились заказы на бомбы, снаряды, подковы для лошадей, шипы к ним, понтоны, якорные лодки, тральщики, минные заградители.
На заводе действовали чугунолитейный, столярно-модельный, механический, кузнечный, котельно-судостроительный цехи. Из вспомогательных служб – электростанция, водокачка, материальные склады, контора из кирпича и другие помещения. Между цехами проложены узкоколейные пути.
Для выполнения военных заказов завод ещё более расширяется. В 1915 году военное ведомство для выполнения заказов на обточку снарядов отпустило заводу 20 токарных станков, один строгальный и один долбежный. Численность работающих достигает 1200 человек. Завод Сироткина относят к категории крупных предприятий в стране.

## Гражданская война
1918 год. «Нижегородский теплоход» начал выполнять заказы для нужд молодой Страны Советов: полным ходом шли работы по строительству минно-сетевого заградителя «Индигирка», заложенного в мае 1917 года; в январе 1918 года заложены ещё два таких корабля — «Исеть» и «Селенга»; подготовлены к закладке 4 тральщика.
В конце июля 1918 года завод приступил к вооружению судов для Волжской военной флотилии. В местах установки орудий разбиралась палуба, ставился усиленный набор. Делались фундаменты под орудия, крепились пушки и пулемёты. Полностью разбирали и переделывали помещения внутри судна. Устраивались снарядные погреба, проверялись и ремонтировались главные и вспомогательные механизмы и устройства, заменялись оснастка и такелаж. Начиная с пятого судна, производили их бронирование. Первые суда Волжской военной флотилии «Царицын» и «Кабестан» ушли с завода 12 июля. Через 10 дней ушли «Белая акация» и «Бурлак». Всего в годы гражданской войны на заводе было построено и перевооружено свыше 20 кораблей.
19 декабря 1918 года Президиум Совета Народных Комиссаров принял решение о национализации завода — «Нижегородский теплоход» стал государственным социалистическим предприятием.

## Годы Великой Отечественной войны
Военная ситуация потребовала отложить изготовление котлов и машин на неопределённое время и переключиться на выпуск военной продукции.
Завод работал в две смены по 12 часов. Поредевшие ряды тружеников предприятия пополнялись женщинами и подростками: в 1941—1942 годы на завод пришли 146 женщин-домохозяек и 230 подростков. В условиях нехватки кадров начался новый подъём стахановского движения и ударничества.
Выросло число «двухсотников» и «трёхсотников» — работников, выполнявших норму на 200 % и 300 %.

## Строительство земснарядов
В 1952 году Министерство речного флота приняло решение об ориентации завода «Теплоход» на строительство технических судов, обязав вначале построить серию одноковшовых дизель-электрических землечерпательных машин-земснарядов.
Земснаряды емкостью ковша в 1 кубический метр и производительностью 100 м³ в час предназначались для выемки раздробленных взрывами скальных пород при углублении судоходных путей канала (отсюда и полное название «скалоуборочный земснаряд»).
Задание было срочное, ответственное и сложное по исполнению. В короткие сроки под руководством директора завода Ивана Степановича Тверякова проверялись и корректировались поступающие по мере готовности из Ленгипроречтранса чертежи. По ним разрабатывалась технология изготовления деталей и сборки узлов, создавалась необходимая оснастка. Одновременно проектировалось и, вслед за готовностью рабочих чертежей, шло строительство судостроительной площадки, спускового устройства и достроечного причала, оснащение их подъёмно-транспортным оборудованием.
За десятилетие, с 1954 по 1963 год, на заводе построены 12 скалоуборочных земснарядов.

## Плавучие краны
В 1955 году по решению коллегии Министерства речного флота заводу была поручена постройка дизель-электрических кранов. В том же решении коллегии предприятие называлось по-новому: «Завод портового и судового оборудования «Теплоход». К изготовлению машин, механизмов и запасных частей всех типов, которым теплоходцы занимались ранее, добавлялось серийное производство грузоподъёмных плавучих устройств и запасных частей к ним для портов страны.
Завод приступил к серийному изготовлению плавкранов вначале грузоподъёмностью в 5 т с вылетом стрелы в 25 метров, а затем 15 и 16-тонных с вылетом стрелы в 30 метров. Выполнение задания представляло значительную трудность, поскольку дизель-электрические краны в нашей стране не строились, позаимствовать опыт было не у кого. Конструкторы, технологи и строители накапливали опыт в процессе создания первых образцов.

## 16 лет полнокомплектного судостроения
В 2008 году ОАО "Завод Нижегородский Теплоход" начало переход на полнокомплектное судостроение. За десять лет построены три ледокольных буксира, три обстановочных судна, один патрульный катер, один несамоходный плавучий причал, десять рейдовых водолазных катеров, двадцать катеров аварийно-спасательного обеспечения, два больших гидрографических катера.
По состоянию на февраль 2024 года в постройке находятся две единицы специальных судов.

## Деятельность
Сегодня ЗНТ – это современная компактная судоверфь, имеющая опыт успешной реализации проектов полного цикла – от проектирования до постройки и технического сопровождения судов.
Основная специализация ЗНТ – создание судов технического и вспомогательного флота.
Менеджмент предприятия уделяет серьёзное внимание техническому переоснащению производства, обучению персонала и постоянному совершенствованию системы качества.
Система менеджмента качества ЗНТ подтверждена Сертификатом соответствия международным стандартам ISO-9001: 03. В октябре 2016 г. в ОАО ЗНТ проведена ресертификация системы менеджмента качества в системе добровольной сертификации Российского морского регистра судоходства на соответствие требованиям ISO 9001:2008 и получен сертификат соответствия в отношении проектирования, разработки, строительства, переоборудования, модернизации и ремонта плавучих средств, изготовления сварных металлоконструкций, управления проектами в судостроении № 16.042.327 от 06.10.2016 г. 
По результатам ресертификации системы менеджмента качества в системе добровольной сертификации «Военный Регистр» получен сертификат соответствия требованиям ГОСТ ISO 9001-2011, ГОСТ РВ 0015-002-2012  № ВР 39.1.10396-2016 от 14.10.2016 г.
ОАО ЗНТ строит суда под техническим наблюдением ФАУ «Российский Речной Регистр», ФАУ «Российский морской регистр судоходства».
ОАО ЗНТ имеет свидетельство о признании Российского Речного Регистра  № 02950 от 03.04.2018 г. возможности выполнять:
- проектирование судов с классом Речного Регистра;
- строительство, переоборудование, модернизацию и ремонт судов с классом Речного Регистра;

- радиографический контроль сварных соединений и деталей;
- ультразвуковую дефектоскопию и толщинометрию корпусов судов и деталей.

ОАО ЗНТ имеет документы, выданные Российским морским регистром судоходства:
- свидетельство о признании испытательной лаборатории № 14.52668.130 от 16.12.2014 г.;

- свидетельство о соответствии предприятия, осуществляющего постройку, переоборудование, модернизацию и ремонт судов, изготовление элементов судовых устройств и дельных вещей № 15.50145.130 от 10.02.2015 г.